# Riđake
Riđake (cyr. Риђаке) – wieś w Serbii, w okręgu maczwańskim, w gminie Vladimirci. W 2011 roku liczyła 357 mieszkańców.